# Zsolnay
Zsolnay porcelángyár je maďarská firma zaměřená na výrobu porcelánového a kameninového zboží. Sídlí ve městě Pécs, kde ji založil v roce 1853 Miklós Zsolnay. Vyráběla nádobí, obkladačky i vodovodní trubky, jako první začala používat speciální glazuru barvenou eosinem. Její výrobky byly oceněny na Světové výstavě 1873, Světové výstavě 1878 i Světové výstavě 1897. Firmu výrazně rozšířil Vilmos Zsolnay, který z ní udělal lídra uherského trhu a obdržel Řád Františka Josefa. Ozdobné kachle od firmy Zsolnay byly používány na secesních stavbách v celém mocnářství, lze je najít na Országházu nebo Matyášově chrámu. Jako návrháři zde pracovali József Rippl-Rónai a Victor Vasarely.
Dvě světové války a velká hospodářská krize vedly k úpadku továrny, která se přeorientovala na výrobu izolátorů. V roce 1948 byla znárodněna a stala se součástí celostátního keramického koncernu. Od roku 1982 byla znovu samostatnou hospodářskou jednotkou a vrátila se k tradičnímu názvu, v roce 1991 se stala akciovou společností, v roce 1995 byla privatizována a v roce 1999 rozdělena na tři firmy. Držitelem ochranné známky se stala společnost Zsolnay Porcelánmanufaktúra Zrt. Jejím majitelem je švýcarský podnikatel syrského původu Bachar Najari.
V roce 2010, kdy byla Pécs evropským hlavním městem kultury, byla v historickém areálu továrny vybudována Kulturní čtvrť Zsolnay. Ve městě se také nachází muzeum keramiky.